# Frías de Albarracín
Pour les articles homonymes, voir Frias (homonymie).
Frías de Albarracín est une commune d’Espagne, dans la province de Teruel, communauté autonome d'Aragon, comarque de la Sierra de Albarracín.